# Eimerisaurus
Eimerisaurus is een geslacht van uitgestorven Batrachomorpha (basale 'amfibieën') dat behoort tot de Temnospondyli. Het leefde in het Vroeg-Perm (ongeveer 295 - 290 miljoen jaar geleden) en zijn fossiele overblijfselen zijn gevonden in Duitsland.

## Beschrijving
Dit dier was klein van formaat en het uiterlijk moet hebben geleken op dat van een kleine salamander. De schedel was voorzien met enkele kenmerken die het mogelijk maakten om Eimerisaurus te onderscheiden van andere soortgelijke dieren zoals Branchiosaurus of Micromelerpeton. Een van de meest relevante kenmerken was een mediane projectie van het squamosum in het supratemporale bot en vooral een scleraalring in de oogkas, bestaande uit kleine onregelmatige veelhoekige platen. Bovendien werd Eimerisaurus gekenmerkt door een lage richel op het ondervlak van het neusbeen van het schedelgewelf en een lage opgaande tak van het verhemeltebeen, dat verstoken is van een laterale blootstelling als het schedeldak van boven bezien wordt.

## Classificatie
Het geslacht Eimerisaurus werd in 2002 benoemd om plaats te bieden aan de soorten die benoemd waren als Pelosaurus guembeli en Tersomius graumanni, respectievelijk beschreven door Reis in 1913 en door Boy in 1980. De eerste komt uit het Saar-Nahe-bekken en dateert uit het Vroeg-Perm; de tweede is afkomstig uit het Eimergebied, ook in het zuidwesten van Duitsland. Analyses die in 2002 op deze fossielen zijn uitgevoerd, geven aan dat Eimerisaurus guembeli en Eimerisaurus graumanni dicht bij de families Micromelerpetontidae en Amphibamidae kunnen liggen, maar het was niet mogelijk om de fylogenetische verwantschappen van dit geslacht verder te verduidelijken (Boy, 2002). Meer recente analyses gaven aan dat Eimerisaurus een basale vertegenwoordiger was van micromelerypetontide amfibieën (Schoch en Witzmann, 2018).